# 青岛公交605路线

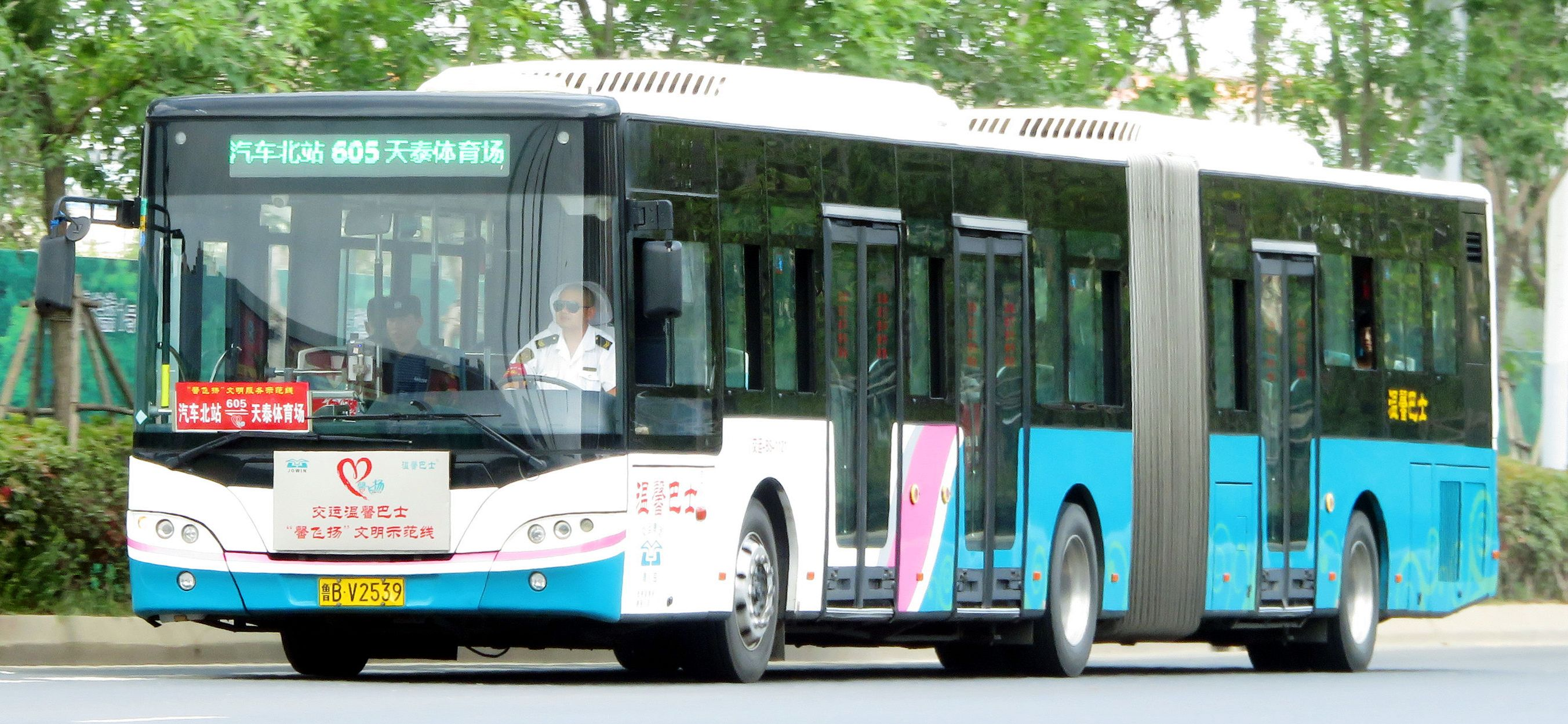
605路运用初期的JNP6180GVC

青岛公交605路线是青岛市胶州湾东岸城区的一条公交线。该路线自2003年6月起开通运营，横跨市南区、市北区、李沧区和城阳区四区，是区域内的客运主力及使用18米大容量铰接车运营的公交线。

## 路线走向
- 下行：途经重庆北路、重庆中路、京口路、九水路、万年泉路、黑龙江中路、黑龙江南路、哈尔滨路、鞍山路、山东路、香港中路、香港西路、文登路、南海路、武昌路。
- 上行：途经武昌路、香港西路、香港中路、山东路、鞍山路、哈尔滨路、黑龙江南路、黑龙江中路、万年泉路、九水路、京口路、重庆中路、重庆北路。[參⁠ 4][參⁠ 1]

## 停车站点
本路线共设置48个停车站点，其中5个仅单方向停靠。
| 序号 | 站名             | 下行                                  | 下行                        | 上行                                  | 上行                          | 同站公交换乘 | 轨道交通换乘          |
| 序号 | 站名             | 停站                                  | 站位                        | 停站                                  | 站位                          | 同站公交换乘 | 轨道交通换乘          |
| ---- | ---------------- | ------------------------------------- | --------------------------- | ------------------------------------- | ----------------------------- | --- | --------------------- |
| 1    | 汽车北站         | 快进的向下双箭头图形 · 公共汽车的图形 | 重庆北路/仙山路             | 快进的向上双箭头图形 · 公共汽车的图形 | 重庆北路/仙山路               | 115、116、117、118、120、121、305、306、373、374、606、608、613（上行）、636、640（上行）、642（上行）、763、766（上行）、767（上行）、908、935、941、临1 | 汽车北站（7）         |
| 2    | 瑞金路站         | 向下箭头图形 · 公共汽车的图形         | 重庆中路/瑞金路             | 向上箭头图形 · 公共汽车的图形         | 重庆中路/瑞金路               | 101、105、115、116、117、118、120、121、305、373、374、606、608、636、908、935、临1                                                                       | 瑞金路站（7）         |
| 3    | 湘潭路站         | 向下箭头图形 · 公共汽车的图形         | 重庆中路/湘潭路             | 向上箭头图形 · 公共汽车的图形         | 重庆中路/湘潭路               | 101、105、115、116、117、118、120、121、305、306、373、374、606、608、636、763、908、935、临1                                                             |                       |
| 4    | 南渠站           | 快进的向下双箭头图形 · 公共汽车的图形 | 重庆中路/四十九中南侧无名路 | 快进的向上双箭头图形 · 公共汽车的图形 | 重庆中路/遵义十九中南侧无名路 | 101、105、115、116、117、118、120、121、213、305、364、373、374、606、608、636、763、908、935、临1                                                        | 遵义路站（7）         |
| 5    | 四医站           | 向下箭头图形 · 公共汽车的图形         | 重庆中路/胸科医院南侧无名路 | 向上箭头图形 · 公共汽车的图形         | 重庆中路/胸科医院南侧无名路   | 101、105、116、117、364、373、374、606、608、636、935 |                       |
| 6    | 十梅庵站         | 快进的向下双箭头图形 · 公共汽车的图形 | 重庆中路/十梅庵路           | 快进的向上双箭头图形 · 公共汽车的图形 | 重庆中路/十梅庵路             | 105、116、117、306、364、373、374、606、608、636、763、935                                                                                                |                       |
| 7    | 枣园站           | 向下箭头图形 · 公共汽车的图形         | 重庆中路/改装大道           | 向上箭头图形 · 公共汽车的图形         | 重庆中路/改装大道             | 105、116、117、213、364、373、374、606、608、636、935 |                       |
| 8    | 坊子街站         | 快进的向下双箭头图形 · 公共汽车的图形 | 重庆中路/二十七中西南门     | 快进的向上双箭头图形 · 公共汽车的图形 | 重庆中路/二十七中西南门       | 105、116、117、213、364、373、374、606、608、636、763、935                                                                                                |                       |
| 9    | 南岭站           | 向下箭头图形 · 公共汽车的图形         | 重庆中路/南岭三路           | 向上箭头图形 · 公共汽车的图形         | 重庆中路/南岭三路             | 105、116、117、213、306、364、373、374、606、608、636、935                                                                                                | 南岭站（7）           |
| 10   | 重庆中路唐山路站 | 向下箭头图形 · 公共汽车的图形         | 重庆中路/唐山路             | 向上箭头图形 · 公共汽车的图形         | 重庆中路/唐山路               | 105、113（下行）、213、373、374、606、608 |                       |
| 11   | 石沟站           | 向下箭头图形 · 公共汽车的图形         | 重庆中路/兴国路             | 向上箭头图形 · 公共汽车的图形         | 重庆中路/兴国路               | 105、113、213、373、374、606、608 | 兴国路站（1、7）      |
| 12   | 文昌阁站         | 快进的向下双箭头图形 · 公共汽车的图形 | 重庆中路/文安路             | 快进的向上双箭头图形 · 公共汽车的图形 | 重庆中路/文安路               | 105、112、113、130、213、306、373、374、606、608 | 文安路站（7）         |
| 13   | 重庆中路金水路站 | 向下箭头图形 · 公共汽车的图形         | 重庆中路/金水路             | 向上箭头图形 · 公共汽车的图形         | 重庆中路/金水路               | 105、112、113、130、213、374、606、608 |                       |
| 14   | 大村庄站         | 向下箭头图形 · 公共汽车的图形         | 重庆中路/虎山路             | 向上箭头图形 · 公共汽车的图形         | 重庆中路/虎山路               | 105、112、128、130、207、213、306、374、608 |                       |
| 15   | 君峰路北站       | 快进的向下双箭头图形 · 公共汽车的图形 | 京口路/君峰路               | 快进的向上双箭头图形 · 公共汽车的图形 | 京口路/君峰路                 | 10、207、326、365 | 君峰路站（3）         |
| 16   | 青峰路站         | 向下箭头图形 · 公共汽车的图形         | 京口路/青峰路               | 向上箭头图形 · 公共汽车的图形         | 京口路/青峰路                 | 10、230、326、327、365 |                       |
| 17   | 李村站           | 快进的向下双箭头图形 · 公共汽车的图形 | 京口路/古镇路               | 快进的向上双箭头图形 · 公共汽车的图形 | 京口路/古镇路                 | 10、230、326、317、365 | 李村站（2、3）        |
| 18   | 河南站           | 快进的向下双箭头图形 · 公共汽车的图形 | 万年泉路/九水路             | 向上箭头图形 · 公共汽车的图形         | 万年泉路/九水路               | 102、114、123、216、313、318、363、378、606、633 |                       |
| 19   | 南庄站           | 快进的向下双箭头图形 · 公共汽车的图形 | 万年泉路/华楼山路           | 向上箭头图形 · 公共汽车的图形         | 万年泉路/华楼山路             | 102、114、123、216、313、318、363、378、606、633 | 万年泉路站（3）       |
| 20   | 青山路站         | 快进的向下双箭头图形 · 公共汽车的图形 | 万年泉路/青山路             | 快进的向上双箭头图形 · 公共汽车的图形 | 万年泉路/青山路               | 102、114、123、216、313、318、363、378、606、633 |                       |
| 21   | 甘泉路站         | 快进的向下双箭头图形 · 公共汽车的图形 | 黑龙江中路/甘泉路           | 快进的向上双箭头图形 · 公共汽车的图形 | 黑龙江中路/甘泉路             | 3、318、363、378、503、637 | 海尔路站（3）         |
| 22   | 河东站           | 向下箭头图形 · 公共汽车的图形         | 黑龙江中路/跨海大桥高架路   | 向上箭头图形 · 公共汽车的图形         | 黑龙江中路/跨海大桥高架路     | 3、318（上行）、363、378、503、637 |                       |
| 23   | 河西站           | 快进的向下双箭头图形 · 公共汽车的图形 | 黑龙江中路/黑龙江南路       | 快进的向上双箭头图形 · 公共汽车的图形 | 黑龙江中路/黑龙江南路         | 3、318、363、378、503 | 地铁大厦站（3）       |
| 24   | 杨家群丽景苑站   | 快进的向下双箭头图形 · 公共汽车的图形 | 黑龙江南路/开平路           | 快进的向上双箭头图形 · 公共汽车的图形 | 黑龙江南路/开平路             | 3、318、363、378、405（下行）、502、503 |                       |
| 25   | 杨家群站         | 向下箭头图形 · 公共汽车的图形         | 黑龙江南路/长泰学校东       | 向上箭头图形 · 公共汽车的图形         | 黑龙江南路/长泰学校东         | 3、318、363、378、405（下行）、503 |                       |
| 26   | 保儿村东站       | 向下箭头图形 · 公共汽车的图形         | 黑龙江南路/蚌埠路           | 向上箭头图形 · 公共汽车的图形         | 黑龙江南路/蚌埠路             | 3、23、318、363、378、405（上行）、503 | 长沙路站（3、7）      |
| 27   | 保儿站           | 向下箭头图形 · 公共汽车的图形         | 黑龙江南路/蚌埠路           | 向上箭头图形 · 公共汽车的图形         | 黑龙江南路/蚌埠路             | 3、23、36（上行）、318、363、378、405、503 |                       |
| 28   | 双山站           |                                       | 哈尔滨路/合肥路             | 向上箭头图形 · 公共汽车的图形         | 哈尔滨路/合肥路               | 3、23、306、318、363、368、378、405、465、503、605 | 双山站（3）           |
| 29   | 和达中心城站     | 向下箭头图形 · 公共汽车的图形         | 哈尔滨路/福州北路           | 向上箭头图形 · 公共汽车的图形         | 哈尔滨路/福州北路             | 3、318、368、378、607 |                       |
| 30   | 清江路南站       | 向下箭头图形 · 公共汽车的图形         | 哈尔滨路/清江路             | 向上箭头图形 · 公共汽车的图形         | 哈尔滨路/清江路               | 3、318、368、378、607 | 清江路站（3）         |
| 31   | 东莞路站         | 快进的向下双箭头图形 · 公共汽车的图形 | 哈尔滨路/东莞路             | 快进的向上双箭头图形 · 公共汽车的图形 | 哈尔滨路/东莞路               | 3、318、368、378、502、607、626 |                       |
| 32   | 哈尔滨路站       | 快进的向下双箭头图形 · 公共汽车的图形 | 哈尔滨路/抚顺路             | 快进的向上双箭头图形 · 公共汽车的图形 | 哈尔滨路/抚顺路               | 3、36、126、306、309、318、368、369、378、607、626 |                       |
| 33   | 鞍山路站         | 快进的向下双箭头图形 · 公共汽车的图形 | 山东路/鞍山路               | 快进的向上双箭头图形 · 公共汽车的图形 | 山东路/鞍山路                 | 19、33、119、224、318、368、374、502、626、761 | 鞍山路站（4、5、8）   |
| 34   | 图书馆站         | 快进的向下双箭头图形 · 公共汽车的图形 | 山东路/延吉路               | 快进的向上双箭头图形 · 公共汽车的图形 | 山东路/延吉路                 | 33、224、318、322、374、502、761 | 延吉路站（5）         |
| 35   | 山东路宁夏路站   | 向下箭头图形 · 公共汽车的图形         | 山东路/宁夏路               | 向上箭头图形 · 公共汽车的图形         | 山东路/宁夏路                 | 223、224、318、319（上行）、322、374 |                       |
| 36   | 江西路站         | 快进的向下双箭头图形 · 公共汽车的图形 | 山东路/江西路               | 快进的向上双箭头图形 · 公共汽车的图形 | 山东路/江西路                 | 223、224、318、322、374、502、761 | 江西路站（5）         |
| 37   | 四〇一医院站     | 快进的向下双箭头图形 · 公共汽车的图形 | 山东路/闽江路               | 快进的向上双箭头图形 · 公共汽车的图形 | 山东路/闽江路                 | 223、224、318、374 |                       |
| 38   | 万象城站         | 向下箭头图形 · 公共汽车的图形         | 山东路/香港中路             |                                       |                               | 223、224、374 | 五四广场站（2、3、8） |
| 39   | 世贸中心站       |                                       |                             | 快进的向上双箭头图形 · 公共汽车的图形 | 香港中路/山东路               | 25、26、31、104、223、225、228、231、232、304、311、312、314、316、321、501                                                                               |                       |
| 40   | 湛山站           | 快进的向下双箭头图形 · 公共汽车的图形 | 香港中路/延安三路           | 快进的向上双箭头图形 · 公共汽车的图形 | 香港中路/延安三路             | 25、26、31、104、110、202、223、225、228、231、232、304、311、312、312、314、316、321、501                                                                | 延安三路站（3）       |
| 41   | 东海一路站       | 快进的向下双箭头图形 · 公共汽车的图形 | 香港西路/东海一路           |                                       |                               | 26、31、202、223、228、231、304、311、312、312、316、321、501                                                                                             |                       |
| 42   | 二疗站           | 向下箭头图形 · 公共汽车的图形         | 香港西路/太平角六路         | 向上箭头图形 · 公共汽车的图形         | 香港西路/太平角六路           | 26、31、202、223、228、231、304、310（下行）、311、312、316、317、321、501                                                                                |                       |
| 43   | 一疗站           | 向下箭头图形 · 公共汽车的图形         | 香港西路/鹤山路             | 向上箭头图形 · 公共汽车的图形         | 香港西路/鹤山路               | 26、31、202、206、223、228、231、304、311、312、316、317、321、370、468（下行）、501、604                                                                 | 太平角公园站（3）     |
| 44   | 武胜关路站       | 快进的向下双箭头图形 · 公共汽车的图形 | 香港西路/武胜关路           | 快进的向上双箭头图形 · 公共汽车的图形 | 香港西路/武胜关路             | 26、31、202、206、223、228、231、304、311、312、316、317、321、370、501、604、605                                                                         |                       |
| 45   | 中山公园站       | 快进的向下双箭头图形 · 公共汽车的图形 | 香港西路/武昌路             | 快进的向上双箭头图形 · 公共汽车的图形 | 香港西路/武昌路               | 26、31、202、214（下行）、219（下行）、223、228、231、304、311、312、316、317（上行）、321、370、468（下行）、501、604                                    | 中山公园站（3）       |
| 46   | 海水浴场站       | 向下箭头图形 · 公共汽车的图形         | 文登路/延安一路             |                                       |                               | 6、15、26、202、214、219、223、228、231、304、311、312、316、321、411、468、501、604、隧道2路、隧道6路                                                    | 汇泉广场站（3）       |
| 47   | 南海路站         | 向下箭头图形 · 公共汽车的图形         | 南海路/武昌路               |                                       |                               | 31、302、隧道2路、隧道6路 |                       |
| 48   | 天泰体育场站     | 快进的向下双箭头图形 · 公共汽车的图形 | 武昌路/南海路               | 快进的向上双箭头图形 · 公共汽车的图形 | 武昌路/南海路                 | |                       |

## 运营时间
以下均为当地时间（UTC+8）为准。
- 汽车北站（主站）：5:40-20:30
- 天泰体育场站（副站）：5:50-20:30

## 票制票价
本路线车辆均为季节空调车，无人售票一票制。每人次投币RMB ¥ 1（空调关闭）或2（空调开启）。